# Piemont

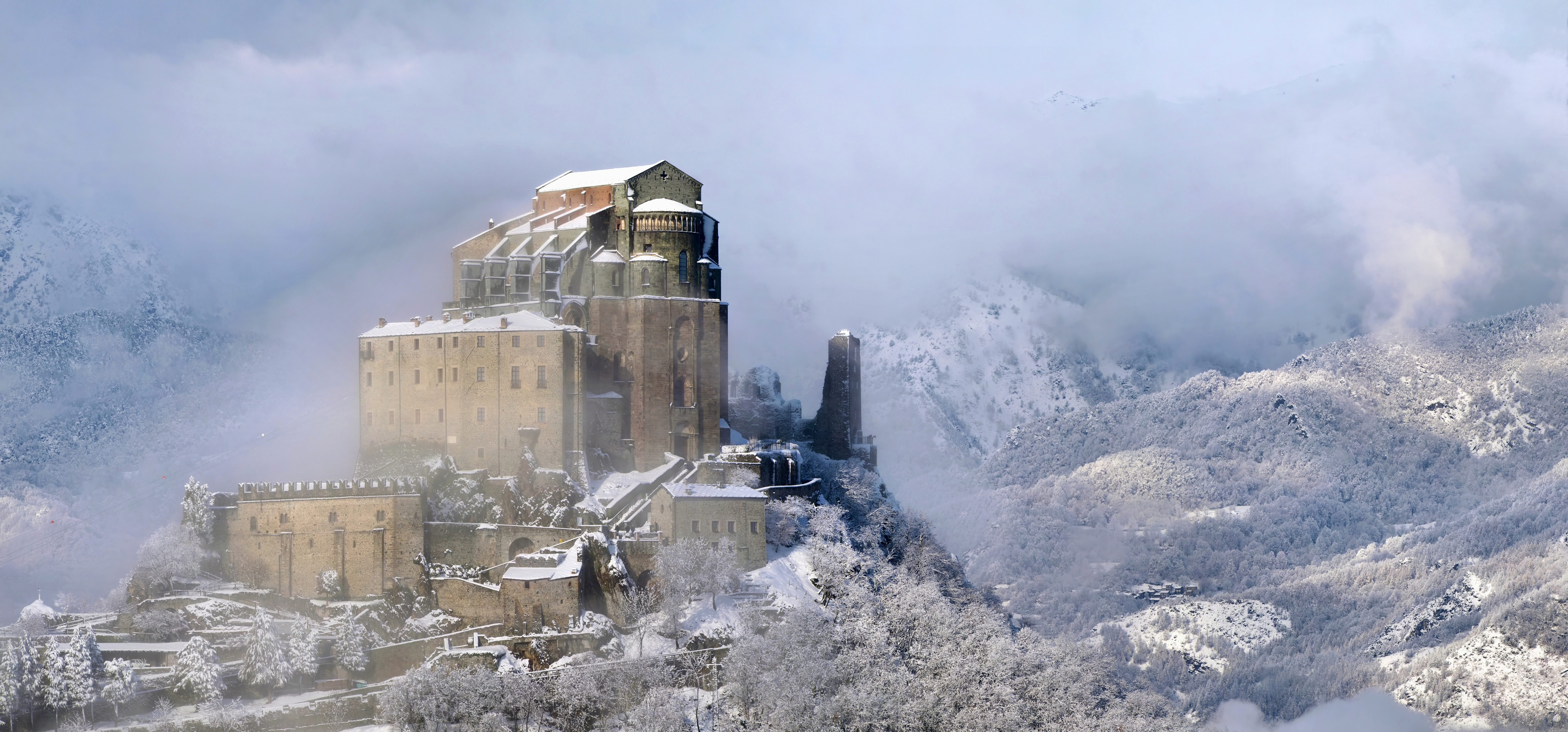
Die ehemalige Benediktinerabtei Sacra di San Michele im Susatal, offizielles Symbol der Region Piemont

Das Piemont ([pi̯eˈmɔnt], italienisch Piemonte [pjeˈmon.te], von lateinisch ad pedem montium ‚am Fuß der Berge‘) ist eine Region im Nordwesten Italiens mit 4.251.623 Einwohnern (Stand 31. Dezember 2023) und mit 25.399,83 km² flächenmäßig die größte Region des italienischen Festlandes.
Im Norden grenzt das Piemont an die Schweiz, im Westen an Frankreich, italienische Binnengrenzen finden sich im Süden an die Region Ligurien, im Südosten an die Emilia-Romagna, im Osten an die Lombardei und im Nordwesten an das Aostatal. Die Region ist Teil der italienisch-französischen Euroregion Alpi-Mediterraneo/Alpes-Méditerranée.
Hauptstadt des Piemonts ist Turin, andere bekannte Städte sind Vercelli, Novara, Biella, Alessandria, Asti und Cuneo. Ferner ist das Piemont die westlichste und hinsichtlich der Einwohnerzahl die sechstgrößte Region Italiens.
Die ehemalige Benediktinerabtei Sacra di San Michele ist offizielles Symbol der Region.

## Begriff
Das Gebiet, das man heute unter dem Namen „Piemont“ versteht, entstand als Region der Italienischen Republik – infolge der Abtrennung des Aostatals als autonomer Region – erst nach dem Ende des Zweiten Weltkriegs. Dieses Gebiet hieß nicht immer so und definiert keineswegs einen von Natur aus einheitlichen Raum, sondern ist das Ergebnis einer langen Reihe politischer Entwicklungen.
Der Begriff „Piemont“ erscheint in den Quellen erstmals 1193, als in einem Vertrag zwischen der Stadt Asti und dem Markgrafen von Saluzzo der „Burgherr des Piemont“ erwähnt wird. Der Name stammt aus dem mittellateinischen Pedemontium oder Pedemontis, d. h. ad pedem montium, was in Bezug auf die Alpen „am Fuße der Berge“ bedeutet. Die neue Bezeichnung verbreitete sich schnell, und man verband mit ihr meist mehr oder weniger das heute damit gemeinte Gebiet. Im Laufe der Jahrhunderte änderte sich jedoch die Bedeutung, so wurden etwa, nachdem Amadeus VIII. seinem Sohn 1424 den offiziellen Titel eines „Fürsten von Piemont“ verliehen hatte, lange Zeit nur noch die der Herrschaft des Hauses Savoyen unterliegenden Gebiete diesseits der Alpen damit bezeichnet.

## Geographie

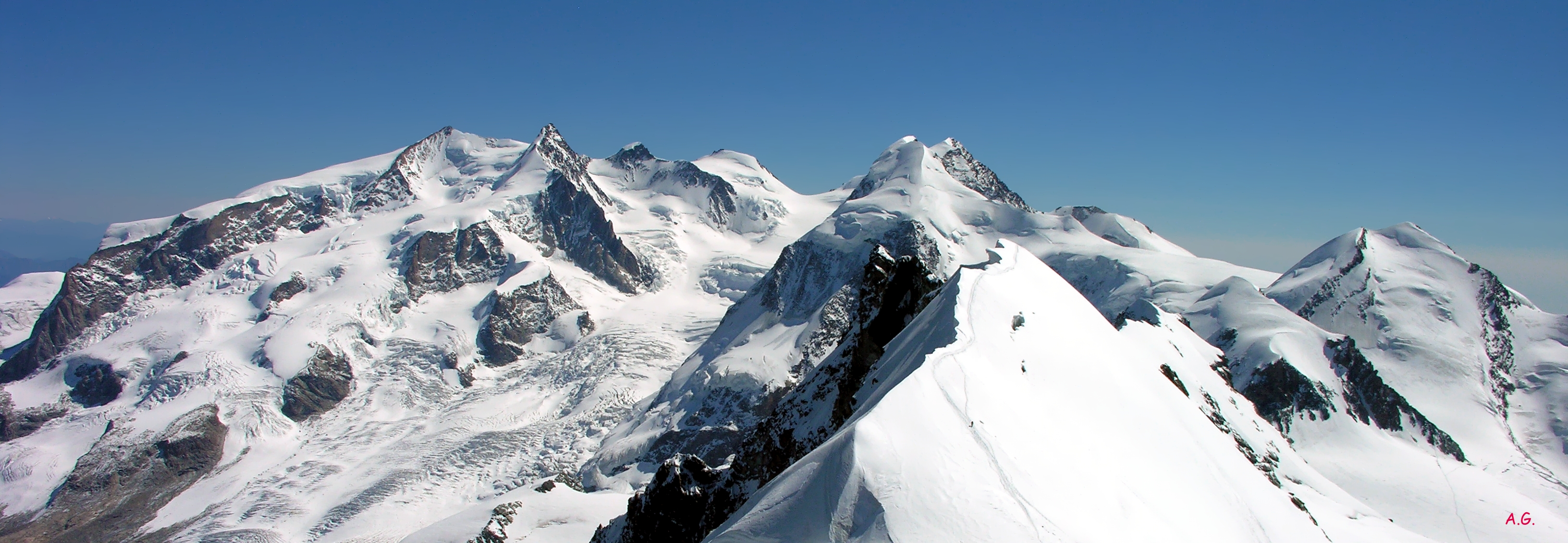
Monte Rosa-Massiv mit dem höchsten Berg des Piemont

Das Piemont umfasst eine Fläche von etwa 25.400 Quadratkilometern und ist damit nach Sizilien die flächenmäßig größte der insgesamt 20 Regionen Italiens. Das Aostatal im Nordwesten der Region zählt historisch und naturgeographisch zum Piemont, bildet aber als autonome Region mit Sonderstatut eine eigene Verwaltungseinheit. Im Aostatal leben 122.877 Menschen auf einer Fläche von 3263 Quadratkilometern.
Naturgeographisch gliedert sich die Region in drei Teile: Die Alpenregion, die Po-Ebene und die Hügellandschaften im Südosten des Piemont.
Die Alpenregion zieht sich am Rande der Alpen entlang der Süd-, West- und Nordgrenze des Piemont. Hier liegen die okzitanischen Täler (Stura, Maira, Varaita, Po, Pellice, Chisone), die Valle di Susa, die drei Valli di Lanzo, das Valle dell’Orco, das Aostatal, die Valsesia und die Gegend rund um das Westufer des Lago Maggiore. Der höchste Berg des Piemont ist der Monte Rosa (im Grenzgipfel 4617 m), gefolgt vom Gran Paradiso mit 4061 Metern und dem Monviso mit 3841 Metern. Die Alpenregion nimmt 43,3 % des piemontesischen Gesamtterritoriums ein. Das Piemont hat Anteil an den Seealpen, Cottischen Alpen, Grajischen Alpen und Walliser Alpen.
In der Po-Ebene befinden sich die großen Städte des Piemont; hier leben auch die meisten Menschen. Im Piemont gibt es zahlreiche Flüsse und Bäche, die fast alle in den Po fließen, der am Pian del Re im Valle Po unterhalb des Monviso entspringt. Die Poebene ist mit 26,4 % des Gesamtgebiets die drittgrößte geographische Teilregion.
Das Hügelland im Südosten der Region (Monferrato, Langhe, Roero) wird in erster Linie landwirtschaftlich und touristisch genutzt und nimmt 30,3 % der Fläche des Piemont ein; hier wachsen die berühmten Weine (Barolo, Barbera, Barbaresco) des Piemont. Das Hügelland befindet sich in einer Höhe zwischen 150 m und 750 m.

## Sprache
Haupt- und Amtssprache ist Italienisch. Weiterhin wird von vielen Einwohnern die Regionalsprache Piemontesisch verwendet. In den abgelegeneren Winkeln der Westalpentäler spricht man außerdem Okzitanisch und Frankoprovenzalisch. Eine weitere Minderheitensprache des Piemont ist Walserdeutsch – ein alemannischer Dialekt, der im oberen Tal der Sesia gesprochen wird.
Im nordwestlich angrenzenden Aostatal sind Italienisch und Französisch Amtssprachen, wobei Frankoprovenzalisch in dieser autonomen Region die einheimische Varietät ist. In drei Ortschaften wird auch hier Walserdeutsch gesprochen.

## Geschichte
Die Menschheitsgeschichte im Piemont beginnt in der Altsteinzeit und unterscheidet sich in einigen Punkten, nicht zuletzt wegen der besonderen Lage der Region, von der Geschichte des übrigen Oberitalien. So war die Zäsur, die die dunklen Jahrhunderte nach dem Untergang des Römischen Reiches bedeuteten, im Piemont besonders stark ausgeprägt. Als Eingang nach Italien war die Region nicht selten von mehreren Mächten besetzt und unter diesen hart umkämpft. Im Sinne einer Geschichte, die sich auch noch heute in der Architektur des Landes manifestiert, beginnt die Geschichte des Piemont jedoch erst im 10. Jahrhundert, da zuvor fast das ganze Land durch die aus Frankreich eingefallenen Sarazenen verwüstet worden war.

### Zeit vor der römischen Herrschaft
Die ersten Spuren der Gattung Homo im Piemont gehen auf die frühe Altsteinzeit zurück. Der wichtigste Fundort von Zeugnissen, die aus dieser Zeit stammen, stellt der Hang von Montarolo in der Nähe Trinos dar. Auf dieser Anhöhe hielten sich als Jäger und Sammler lebende Nomaden auf, bei denen es sich vermutlich um Angehörige der Spezies Homo erectus handelte.
Die frühesten archäologischen Quellen, die eine Anwesenheit des Neandertalers (Homo neanderthalensis) im Piemont bezeugen, wurden auf die Periode der Würm-Kaltzeit datiert und stammen einerseits erneut vom Hang von Montarolo, andererseits vom Monte Fenera in der Nähe Borgosesias. Vor etwa 30.000 bis 40.000 Jahren wurde dann der Neandertaler wie überall in Europa auch im Piemont nach und nach durch den anatomisch modernen Menschen (Homo sapiens) ersetzt. In der Grotte von Boira Fusca am Eingang des Valle dell’Orco wurden die eindrucksvollsten Zeugnisse aus mittelsteinzeitlicher Zeit gefunden, darunter Feuerstellen sowie Pfeil- und Lanzenspitzen aus Stein.
Das Gebiet wurde dann in späteren Zeiten von den Ligurern bewohnt. Im fünften Jahrhundert vor Christus verdrängten die bis in die Poebene vordringenden Etrusker die Ligurer nach Westen. Um 400 v. Chr. kam es zur großen Invasion keltischer Stämme und die Ligurer mussten sich in die Seealpen und an die Küste, ins heutige Ligurien, zurückziehen.
Die Stämme, die vor Beginn der römischen Herrschaft im Piemont lebten, betrieben Landwirtschaft und Schafzucht in den Berggebieten, Fischerei in Nähe der großen Flüsse und Seen, und eigneten sich nach und nach handwerkliche Fähigkeiten und die Kunst der Metallbearbeitung an.

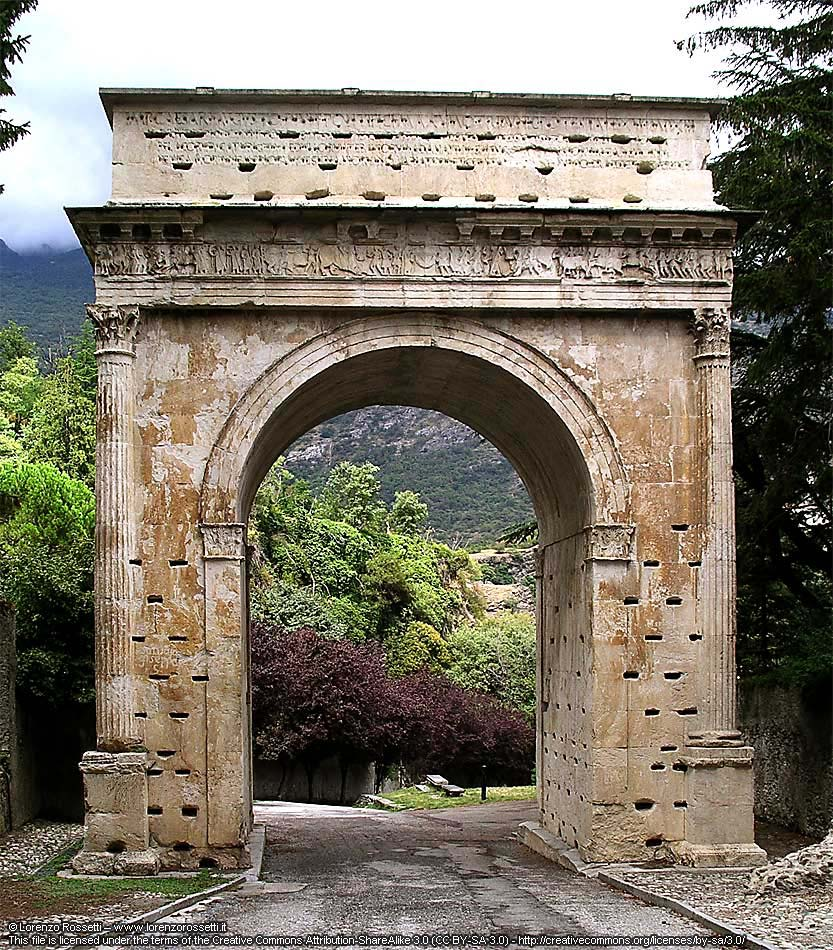
Augustusbogen in Susa, Südseite

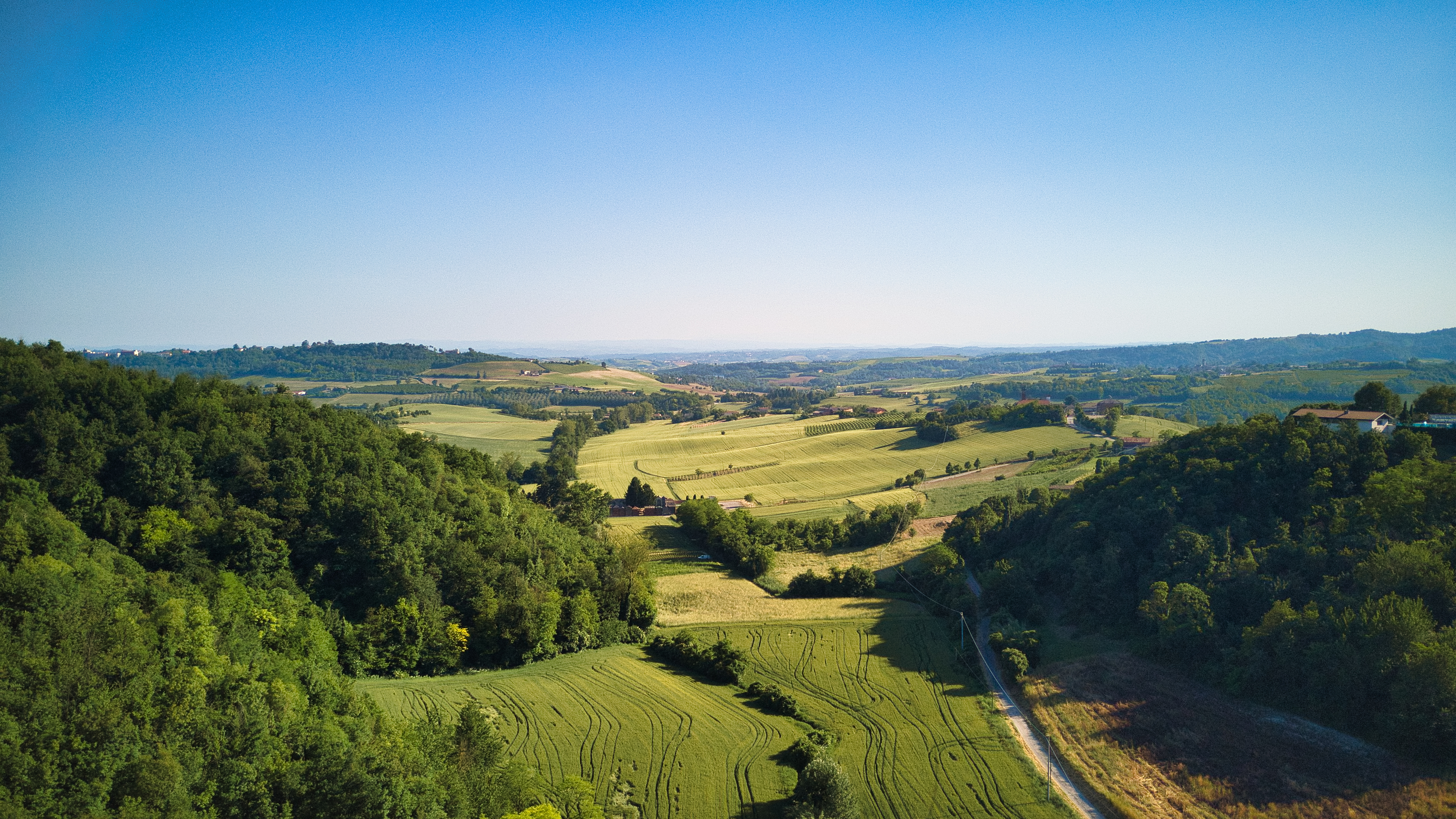
Typische Landschaft im südlichen Piemont

### Römische Antike
In der römischen Antike gehörte das Piemont zur Provinz Gallia cisalpina.
Die eigenständige Geschichte des Piemont beginnt mit dem Rückzug der Römer beim Zerfall des Römischen Reiches. Während der Völkerwanderung wurde die fruchtbare Gegend mehrfach von marodierenden Völkern durchzogen.

### Mittelalter
Im 10. Jahrhundert wurde die Region von Arabern aus Fraxinetum überfallen.
Im Laufe der Zeit unterwarf das Haus Savoyen die Markgrafschaften des Piemont. In wechselnden Bündnissen wurde das Piemont zum Zankapfel zwischen Frankreich und Habsburg.
Für die Waldenser, eine im 12. Jahrhundert durch den Lyoner Kaufmann Petrus Valdes ins Leben gerufene religiöse Minderheitsbewegung, wurden einige Täler in den Cottischen Alpen zu wichtigen Rückzugsgebieten. Obwohl sie auch hier verfolgt wurden, konnten die Waldenser durch die günstige strategische Lage der Alpentäler mehrere Angriffe savoyischer Truppen zurückschlagen, sodass sie eine gewisse Zeit lang nur hier überlebten, während sie andernorts, wie z. B. in Süditalien, grausam ausgerottet wurden. 1686 waren die Waldenser jedoch während eines erneuten Religionskrieges gezwungen, auch die Täler der Westalpen zu verlassen. Aus ihrem Schweizer Exil kehrten sie erst drei Jahre später im Zuge des sogenannten Glorioso Rimpatrio wieder zurück. Noch heute bezeichnet man die Täler Chisone, Pellice und Germanasca als Waldensertäler.

### Frühe Neuzeit
Im Frieden von Utrecht, der 1713 den Spanischen Erbfolgekrieg beendete, musste Spanien u. a. das Königreich Sizilien an das Haus Savoyen abtreten, woraufhin der Herzog den sizilianischen Königstitel annahm. Schon 1720 tauschten die Savoyer Sizilien gegen Sardinien und nannten sich hinfort Könige von Sardinien.

### Von der Französischen Revolution bis zur Gründung des Königreichs Italien (1789–1861)

#### Französische Zeit (1789–1814)
Die erfolgreiche Kanonade bei Valmy erlaubte Frankreich seit dem Herbst 1792 ein offensives Vorgehen seiner Armeen im Ersten Koalitionskrieg. So rückten französische Truppen in den savoyischen Landesteil des Königreichs Sardinien-Piemont ein, um ihn zu befreien und zu annektieren, nachdem ein Nationalkonvent das Volk Savoyens für souverän erklärt hatte. Ab 1794 drang Frankreich auch ins Piemont vor, wurde aber vorerst von Österreich zurückgeschlagen. Der siegreiche oberitalienische Feldzug von General Napoleon Bonaparte (Italienfeldzug) 1796 und 1797 zwang den König von Sardinien-Piemont zur Abtretung Savoyens und der Grafschaft Nizza an Frankreich. Zwar schlossen die zwei Staaten 1797 noch eine Allianz, doch veranlassten die bleibende Kriegsgefahr in Italien und die unsichere Lage der Cisalpinischen und Römischen Tochterrepublik Frankreich zu einer Ausdehnung seiner Macht; es zwang Sardinien-Piemont im Waffenstillstand von Cherasco zur Aufgabe Piemonts, das unter französische Militärverwaltung kam. Nach der ebenso furiosen wie überraschenden Winterüberquerung des St.-Bernhard-Passes durch Napoleon Bonaparte 1798 zog sich das Haus Savoyen auf seine Besitzung Sardinien zurück.
Am 10. Dezember 1798 wurde in der Hauptstadt Turin die Piemontesische Republik ausgerufen, die gemäß französischem Vorbild eine Direktorialverfassung erhielt. Nach dem Beginn des Zweiten Koalitionskriegs im Frühling 1799 führte der französische Zusammenbruch in Italien zu einem schnellen Vormarsch österreichisch-russischer Truppen, die am 20. Juni 1799 Turin besetzten und die Piemontesische Republik auflösten. Der König von Sardinien kehrte zurück.
1800 gelang es der französischen Armee, nun wieder unter dem Oberkommando Napoleons, Italien zurückzuerobern (Alpenübergang beim Grossen St. Bernhard-Pass und Sieg bei Marengo). Am 20. Juni 1800 fiel Turin, der König von Sardinien wurde ein zweites Mal für abgesetzt erklärt und die Republik erneut ausgerufen; diesmal unter dem Namen Subalpinische Republik, die unter französischer Militärverwaltung stand und deren Heer in das Frankreichs eingegliedert wurde. Von April 1801 bis September 1802 regierte den Staat nur noch eine provisorische Regierung, und am 11. September 1802 annektierte Frankreich seine Tochterrepublik im Rahmen der Neuordnung Italiens (Wiederherstellung des Königreichs Neapel und des Kirchenstaats, Verwandlung des Herzogtums Toskana ins Königreich Etrurien und der Cisalpinischen in die Italienische Republik). Piemont sowie Savoyen und Nizza wurden erst 1814/1815 nach dem Ende der napoleonischen Herrschaft aus Frankreich herausgelöst und mit dem restaurierten Königreich Sardinien-Piemont wiedervereinigt.

#### Vom Wiener Kongress bis zur Revolution von 1848 (1815–1849)
Dem Königreich Sardinien-Piemont kam im Risorgimento, der Epoche des italienischen Einigungsprozesses, eine entscheidende Bedeutung zu.
Im Jahre 1815 stellte der Wiener Kongress die volle Herrschaft des Hauses Savoyen über das Piemont, Savoyen und die Grafschaft Nizza wieder her und schloss das Gebiet der ehemals unabhängigen Republik Genua (Ligurien) an. Das Königreich Sardinien war zunächst eng mit der Habsburgermonarchie verbündet, in der der Außenminister Klemens Wenzel Lothar Fürst von Metternich die Richtlinien der Politik bestimmte. Als ein Jahr nach der Spanischen Revolution von 1820 im Piemont ein Aufstand ausbrach, erließ Karl Albert zwar zunächst eine liberale Verfassung, aber nach der Rückkehr des eigentlichen Regenten Karl Felix wurde die Revolte militärisch niedergeschlagen und Karl Albert musste ins Exil gehen.
Sardinien-Piemont, welches im Gegensatz zu anderen italienischen Staaten von einer angestammten Dynastie regiert wurde, wurde aber bald von einigen Liberalen wie Massimo d’Azeglio und Cesare Balbo als Führungsmacht im Kampf für nationale Einheit und Unabhängigkeit angesehen. Der Turiner Priester Vincenzo Gioberti vertrat in seinem 1843 veröffentlichten Buch Über den moralischen und kulturellen Vorrang der Italiener (italienischer Originaltitel: Del primato morale e civile degli Italiani) die Auffassung, der Papst müsse die Führung in der italienischen Frage übernehmen, und begründete damit und mit bereits vorausgegangenen kleineren Publikationen den sogenannten Neoguelfismus. Am 24. März 1848 erklärte Karl Albert Österreich den Krieg, seine Armee erlitt jedoch am 25. Juli bei Custozza und auch nach Wiederaufnahme des Kriegs im Folgejahr bei Novara am 23. März eine militärische Niederlage.

#### Von der Revolution zur nationalen Einigung (1850–1861)

Graf Camillo Benso von Cavour trieb in der zweiten Hälfte des 19. Jh. die italienische Einigung voran.

Wie in fast allen europäischen Staaten scheiterten die Revolutionen 1848/1849 zunächst auch in Italien. Während der 1850er-Jahre trieb der neue Ministerpräsident Camillo Benso von Cavour im Piemont eine radikale Säkularisierung voran.
Nach der Teilnahme Piemont-Sardiniens am Krimkrieg und an der anschließenden Friedenskonferenz von Paris gelang es ihm, in Plombières-les-Bains im Juli 1858 einen Vertrag mit Frankreich zu schließen und im Folgejahr Österreich zu einem Krieg zu provozieren. 1859 schlugen die vereinten Piemontesen und Franzosen in der Schlacht von Solferino die österreichischen Truppen.
Nach dem von Giuseppe Garibaldi angeführten Zug der Tausend wurde der Savoyer Viktor Emanuel II. zum König von Italien erhoben und das zentralistisch organisierte Verwaltungssystem des Königreichs Sardinien auf ganz Italien ausgedehnt. Das Piemont verschwand als Verwaltungseinheit, denn ganz Italien wurde nach napoleonischem Muster in 60 Provinzen eingeteilt, in denen Präfekte im Auftrag der Zentralregierung die Herrschaft ausübten. Bis heute ist der italienische Nationalstaat in seinen Institutionen zutiefst piemontesisch geprägt. Da sich das zentralistische piemontesische System nicht für alle Landesteile Italiens eignete, entstanden zu dieser Zeit auch zahlreiche Probleme im wirtschaftlich rückständigen Süden Italiens. Diese kamen in einem mehrjährigen, faktischen Bürgerkrieg zum Ausdruck, der in die Geschichte als Brigantenkrieg eingegangen ist.
Obwohl das italienische Parlament bereits 1861 beschlossen hatte, Rom müsse die Hauptstadt des neuen Staates werden, war Turin bis 1865 die provisorische Hauptstadt des Königreichs Italien. Dann zogen König, Regierung und Parlament nach Florenz um; erst 1871 wurde Rom offiziell vom Königreich Italien annektiert und zur Hauptstadt auserwählt.

### Die Zeit nach dem Ersten Weltkrieg und der Faschismus (1919–1945)
In den Jahren 1919/20 war Turin Zentrum des Biennio rosso, während dessen Arbeiter in zahlreichen norditalienischen Städten Fabriken besetzten und versuchten, diese selbst zu verwalten. Hier gründete Antonio Gramsci, der bis zur Gründung des Partito Comunista Italiano Mitglied in der sozialistischen Partei war, am 1. Mai 1919 die Wochenzeitung L’Ordine Nuovo.
Nach Bekanntwerden der italienischen Kapitulation am 8. September 1943 (siehe auch Waffenstillstand von Cassibile) bildete sich im westlichen Piemont eine besonders starke Partisanenbewegung heraus. In Boves in der Provinz Cuneo verübten Einheiten der SS bereits zehn Tage später ein Massaker an der Zivilbevölkerung. In Alba und im Ossolatal existierten zeitweise von Partisanen kontrollierte Gebiete, sogenannte Partisanenrepubliken (siehe auch Partisanenrepublik Ossola).

### Nach dem Zweiten Weltkrieg (1946 bis heute)
Mit der Entscheidung für die italienische Republik im Zuge des Referendums 1946 wurde das Haus Savoyen abgesetzt. Während italienweit 54,3 % der Wähler für die Republik gestimmt hatten, waren es im Piemont 57,1 %. Die italienische Verfassung von 1948 führte erstmals eine umfassende Dezentralisierung ein, die jedoch in den Jahren danach nur zögerlich umgesetzt wurde. 1948 wurde das Aostatal autonom und schied aus dem Piemont aus. Erst 1970 wurde die neue Region Piemont de facto geschaffen. Die 1960er- und 1970er-Jahre waren durch vielfältige politische und soziale Spannungen gekennzeichnet. 1969 kam es in Turin zu blutigen Arbeiteraufständen, in deren Folge die Terror-Gruppe Rote Brigaden (Brigate Rosse) entstand. Die wirtschaftliche Entwicklung verlief besonders in den 1980er-Jahren recht gut. Das Jahrzehnt danach war gekennzeichnet durch zum Teil schmerzhafte wirtschaftliche Restrukturierungen und Neuorientierungen, die das von der Industrie geprägte Piemont mehr und mehr zu einem Wirtschaftsstandort für Dienstleistungsunternehmen machte. Auch der Tourismus hat in den letzten Jahren eine immer wichtigere Rolle eingenommen. Der Wirtschaftsboom zog wie in anderen europäischen Ländern auch Einwanderer an, nachdem das Piemont im 19. und frühen 20. Jahrhundert eher Herkunftsland von Auswanderern gewesen war; so ist Turin ein Zentrum des Islam in Norditalien.

## Politik
Piemont war Vorreiter des Konstitutionalismus und des Laizismus (Trennung von Staat und Kirche) in Italien. Die Region ist traditionell eher bürgerlich und konservativ-liberal geprägt.
Aus einer angestrebten weiteren Dezentralisierung Italiens könnte die Region Piemont in den nächsten Jahren politisch gestärkt hervorgehen. Im Gegensatz zur Lombardei und zu Venetien hat die zeitweise separatistische Lega Nord im Piemont nie eine besonders große Rolle gespielt. Das heutige Italien ist ein piemontesischer Abkömmling, und dessen ist man sich im Piemont größtenteils bewusst.
Aus der Regionalwahl am 28./29. März 2010 ging jedoch der Präsidentschaftskandidat des Mitte-rechts-Bündnisses Roberto Cota, Mitglied der Lega, als Sieger hervor und löste die bisherige Präsidentin Mercedes Bresso (Partito Democratico) ab. Im Januar 2014 annullierte das Verwaltungsgericht in Turin jedoch die Wahl. Bei der Regionalwahl am 25. Mai 2014 siegte der ehemalige Bürgermeister Turins, Sergio Chiamparino, von dem Partito Democratico.
Das Regionalparlament Consiglio Regionale del Piemonte hat 51 Sitze (50 Räte und Präsident der Region). Seit den letzten Wahlen verteilen sich diese wie folgt (Bündnis, Sitze insgesamt, Direktmandate/Sitze über Regionalliste):
- AVS: 3
- PD: 13
- M5S: 3
- IV: 1
- Sonst.: 5
- FI: 7
- Lega: 6
- FdI: 13

Sonstige = KP (5) (Bürgerliste Cirio President)

Die Koalition bilden die 3 Parteien rechts der Mitte und „Sonstige“.

- Mitte-links-Bündnis (Spitzenkandidat Sergio Chiamparino), insgesamt 32 Sitze + Präsident: Partito Democratico (sozialdemokratisch) 17/8, Chiamparino per il Piemonte 2 (darunter der Präsident), Moderati 1/1, Sinistra Ecologia Libertà (sozialistisch) 1/1, Scelta Civica (liberal) 1/1
- Mitte-rechts-Bündnis (Spitzenkandidat Gilberto Pichetto Fratin), insgesamt 9 Sitze: Forza Italia (konservativ) 6/1, Lega Nord (regionalistisch/rechtspopulistisch) 2
- Weitere, insgesamt 9 Sitze: MoVimento 5 Stelle (Spitzenkandidat Davide Bono) 8, Fratelli d’Italia – Alleanza Nazionale (Spitzenkandidat Guido Crosetto) 1

## Verwaltungsgliederung

Provinzen der Region Piemont einschließlich der Metropolitanstadt Turin

Zur Region Piemont gehören die folgenden sieben Provinzen sowie die Metropolitanstadt Turin:
| Provinz bzw. Metropolitanstadt | Hauptstadt  | ISO   | Gemeinden | Einwohnerzahl (31. Dezember 2023) | Fläche (km²) | Bevölkerungs- dichte (Einw./km²) |
| ------------------------------ | ----------- | ----- | --------- | --------------------------------- | ------------ | -------------------------------- |
| Alessandria                    | Alessandria | IT-AL | 190       | 0.406.385                         | 3.560,42     | 114                              |
| Asti                           | Asti        | IT-AT | 118       | 0.207.239                         | 1.510,78     | 137                              |
| Biella                         | Biella      | IT-BI | 074       | 0.168.583                         | 0.913,72     | 184                              |
| Cuneo                          | Cuneo       | IT-CN | 247       | 0.581.631                         | 6.902,65     | 084                              |
| Novara                         | Novara      | IT-NO | 087       | 0.363.482                         | 1.338,79     | 271                              |
| Turin                          | Turin       | IT-TO | 312       | 2.204.837                         | 6.830,25     | 323                              |
| Verbano-Cusio-Ossola           | Verbania    | IT-VB | 074       | 0153.762                          | 2.260,91     | 068                              |
| Vercelli                       | Vercelli    | IT-VC | 082       | 0.165.704                         | 2.081,64     | 080                              |
| Piemont                        | Turin       | IT-21 | 1.1840.   | 4.251.623                         | 25.399,830   | 167                              |

## Wirtschaft
Das Piemont zählt zu den reichsten Gegenden Italiens. Im Jahr 2015 lag das regionale Bruttoinlandsprodukt je Einwohner, ausgedrückt in Kaufkraftstandards, bei 103 % des Durchschnitts der EU-28. Mit einem Wert von 0,892 erreicht die Region Platz 11 unter den 21 Regionen und autonomen Provinzen Italiens im Index der menschlichen Entwicklung. Einige der wichtigsten italienischen Unternehmen haben hier ihren Sitz, darunter die Automobilhersteller Fiat und Lancia (beide in Turin), daneben der Nahrungsmittelhersteller Ferrero in Alba und das Elektronikunternehmen Olivetti in Ivrea. Neben moderner Industrie in und um Turin, der Wollverarbeitung in Biella und den Dienstleistungsunternehmen hat auch die Landwirtschaft eine große Bedeutung: in der Po-Ebene wird neben Reis (ein Drittel der europäischen Reisproduktion stammt von hier, Piemont ist das größte europäische Reisanbaugebiet), Obst und Gemüse angebaut, die Hügelgebiete liefern Wein (siehe hierzu auch den Artikel Weinbau im Piemont) und Haselnüsse, im nordwestlich angrenzenden, nicht zum Piemont gehörenden Aostatal wird Rinderzucht betrieben.
Im Jahr 2017 betrug die Arbeitslosenquote 9,1 % und lag damit unter dem landesweiten Durchschnitt.

## Tourismus
Im Vergleich zu anderen Gegenden Italiens ist das Piemont touristisch noch nicht sehr erschlossen. Schwerpunkte des Tourismus liegen im Norden am Lago Maggiore und in den Langhe, wo gastronomisch Begeisterte Wein (insb. Barolo und Barbaresco) und Trüffel genießen. Die Hauptsaison beginnt mit der Trüffelernte im Oktober.

### Wandern

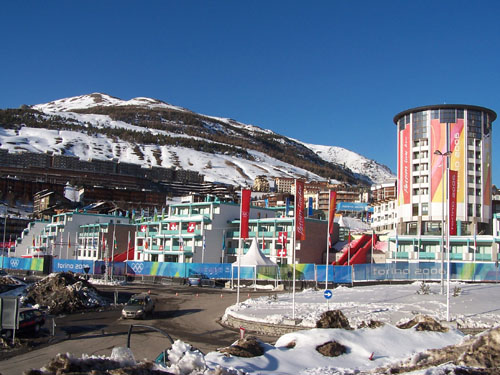
Olympisches Dorf – Sestriere

Der gesamte Alpenbogen des Piemont kann auf dem 55-tägigen Weitwanderweg Grande Traversata delle Alpi (GTA) und der Via Alpina begangen werden. Daneben existieren in der Region viele Rundwege um bekannte Gipfel, wie der Giro di Viso und der Giro del Marguareis sowie Wanderwege, die bestimmte Talregionen erschließen wie die Percorsi Occitani im Mairatal und die Alta Via im Susatal. Darüber hinaus gibt es in vielen Tälern Partisanenwege.
Ein Teil der heutigen Strecke der Via Francigena, die ehemals mittelalterlichen Pilgern aus Frankreich oder England als Weg nach Rom diente, verläuft durch das Piemont. Außerdem können sowohl der historische Weg der Glorioso Rimpatrio, auf dem die Waldenser von Genf in ihre Heimattäler zurückkehrten, als auch der Weg des vorangegangenen Exils beschritten werden.

### Wintersport
Die bedeutendsten Wintersportorte des Piemonts sind Alagna Valsesia, Bardonecchia, Limone Piemonte und Sestriere.

## Kultur

### Architektur und Kunst

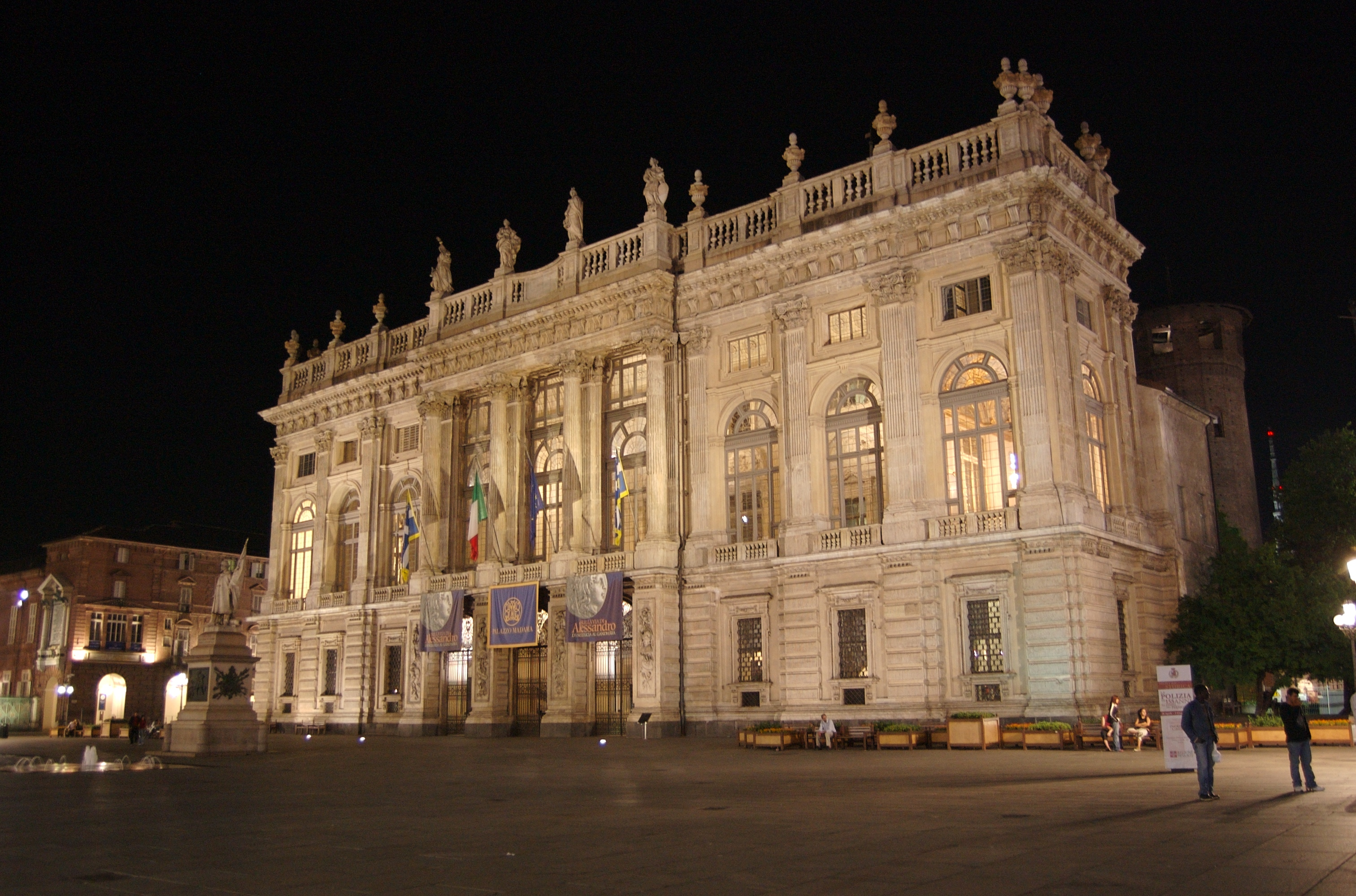
Palazzo Madama an der Piazza Castello in Turin

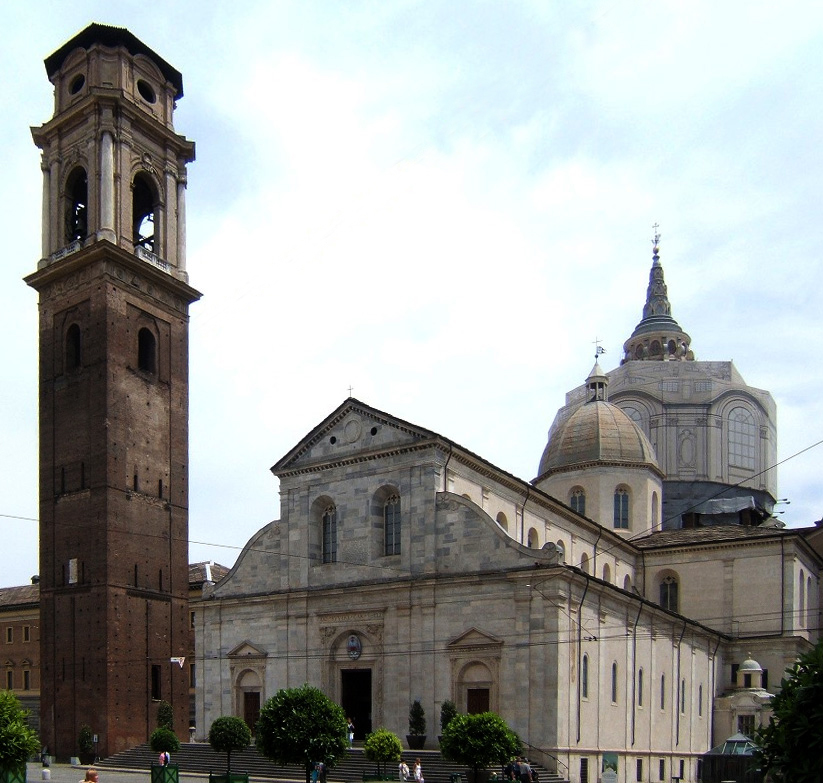
Turiner Dom

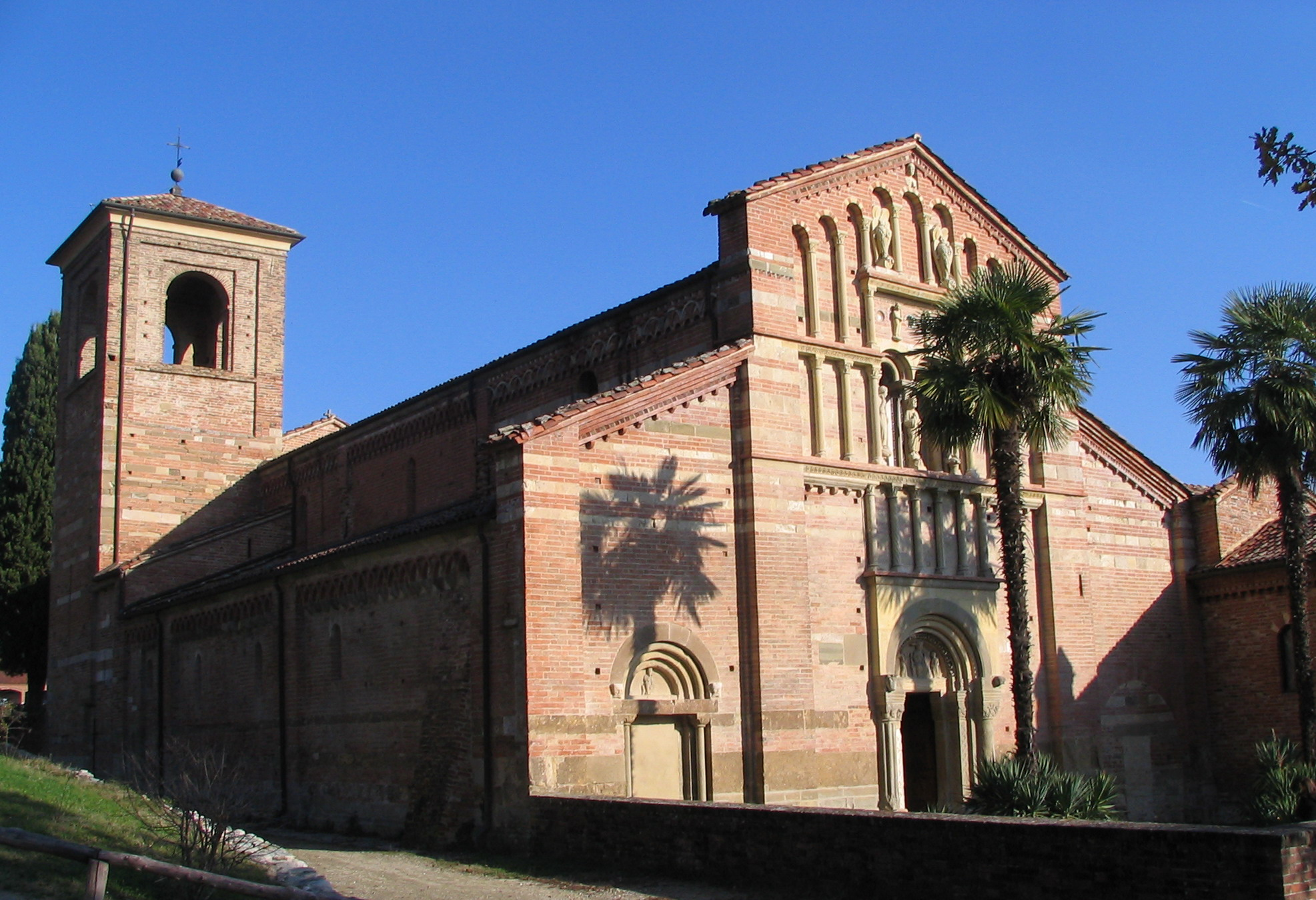
Die Abtei von Vezzolano

Das Piemont ist reich an Kunst- und Kulturschätzen. Vier Kategorien von Sehenswürdigkeiten der Region gehören zum UNESCO-Welterbe: Die Residenzen des Hauses Savoyen, 1997 in die Liste aufgenommen, die Sacri Monti (dt. Heiligen Berge), 2003 aufgenommen, die prähistorischen Pfahlbauten, 2011 aufgenommen, und die Weintraubenlandschaften der Langhe-Roero und des Monferrato, 2014 aufgenommen.
Zu den berühmtesten Bauten zählen die barocken Repräsentationsgebäude von Turin: Der Palazzo Reale, Palazzo Madama, das Castello del Valentino, die von Guarino Guarini entworfene Kirche San Lorenzo mit ihrer architektonisch herausragenden Kuppel sowie Filippo Juvarras auf einem Hügel gelegene Basilica di Superga. Etwa 10 Kilometer südwestlich von Turin in Stupinigi befindet sich das ebenfalls von Juvarra entworfene Lustschloss Palazzina di Caccia, etwa 20 km in südlicher Richtung das Königsschloss von Racconigi und etwas nördlich von Turin der Palast von Venaria Reale. Ebenfalls bedeutend ist der Dom San Giovanni Battista, der einzig erhaltene Renaissance-Bau der Stadt, mit der Capella di S. Sindone, einem weiteren Meisterwerk Guarinis, das jedoch 1997 durch einen Brand beschädigt wurde. Zu den wichtigsten Museen der Stadt zählen das Museo Egizio, das nach dem Museum in Kairo die weltweit wichtigste Sammlung ägyptischer Altertümer darstellt, die Gemäldegalerie Galleria Sabauda, das im Palazzo Madama befindliche Museo Civico d’Arte Antica mit seiner Sammlung mittelalterlicher Kunstwerke sowie das Nationale Filmmuseum in der Mole Antonelliana, einem 167,5 m hohen, pavillonartigen Bau, der im 19. Jahrhundert nach Plänen Alessandro Antonellis (ursprünglich als Synagoge geplant) entstand. Kennzeichnend für die Hauptstadt der Region sind außerdem die zahlreichen Reiterstatuen, seien es die der unterschiedlichen Savoyer-Herzöge wie die Emanuele Filibertos auf der Piazza San Carlo, einem der schönsten Plätze der Stadt, oder die der Dioskuren auf der großen Piazza Castello. Das barocke Turin entstand im 17. und 18. Jahrhundert nach dem Vorbild Paris, als die Savoyer eine Neuplanung der Stadt – nicht zuletzt zur Repräsentation ihrer Macht – in Auftrag gaben. Daraus resultiert das bis heute einheitliche Stadtbild. Bevor Emanuele Filiberto I. 1563 Turin als neue Hauptstadt seines Herzogtums auserkor, handelte es sich jedoch um ein eher unbedeutendes Landstädtchen.
Die Hügellandschaft des Monferrato nördlich von Asti und östlich von Turin beeindruckt durch zahlreiche kleinere romanische Klöster und Kirchen wie etwa die Abtei von Vezzolano oder die Kirchen in Montiglio, Montechiaro und Cortazzone. Ferner weisen die ehemaligen Stadtrepubliken Asti (mit seiner gotischen Kathedrale Ss. Maria Assunta e Gottardo) und das in den Langhe gelegene Alba eine sehenswürdige historische Altstadt auf, und Casale Monferrato verfügt als einstige Residenzstadt der Markgrafen von Saluzzo mit S. Evasio über einen interessanten gotischen Dom.
Weiter nördlich beeindruckt Vercelli in der Poebene mit der gewaltigen Basilika Sant’Andrea, einer der ältesten italienischen Kirchen mit gotischem Innenraum, und zahlreichen Geschlechtertürmen, etwa der Torre dell'Angelo bei der Piazza Cavour. In der späten Renaissance entstand der Sacro Monte di Varallo. In dem noch etwas östlicher, nahe der Lombardei gelegenen Novara sind vor allem der mittelalterliche Broletto und die gewaltige Kuppelkirche San Gaudenzio sehenswert, letztere ebenfalls zu einem großen Teil ein Werk Antonellis.

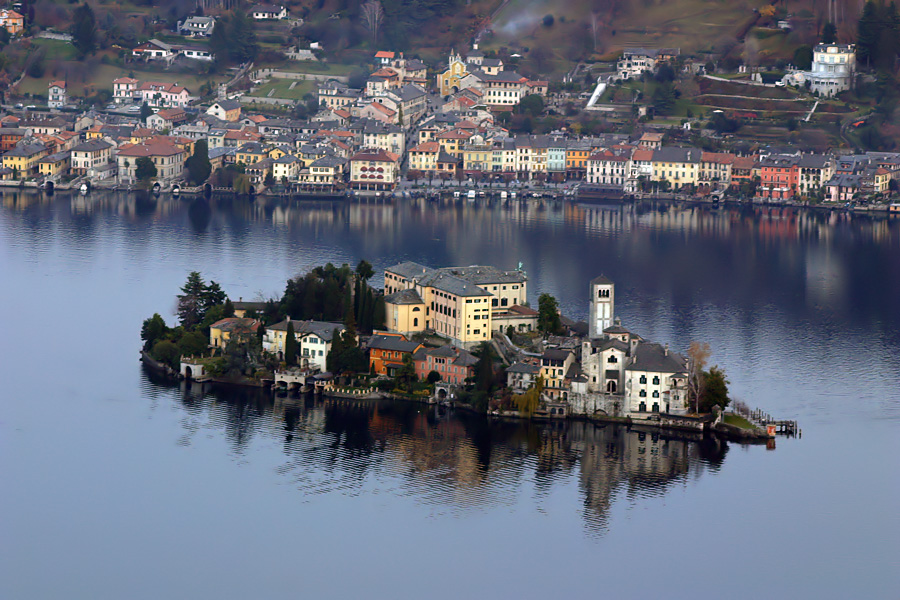
Orta San Giulio am Ortasee

Aus romanischer Zeit blieb das Kloster San Giulio auf der Insel San Giulio im Ortasee erhalten. Am Lago Maggiore zählen die Borromäischen Inseln zu den größten Attraktionen, hier vor allem die Isola Bella – ein barocker Inselpalast mit mehrstöckigen Gartenanlagen, der die Reisenden von jeher in Erstaunen versetzt.
In dem nahe der Grenze zum Aostatal gelegenen Ivrea sind der Dom S. Maria Assunta und die mit Fresken ausgestattete Kirche San Bernardino kunsthistorisch von besonderem Interesse.

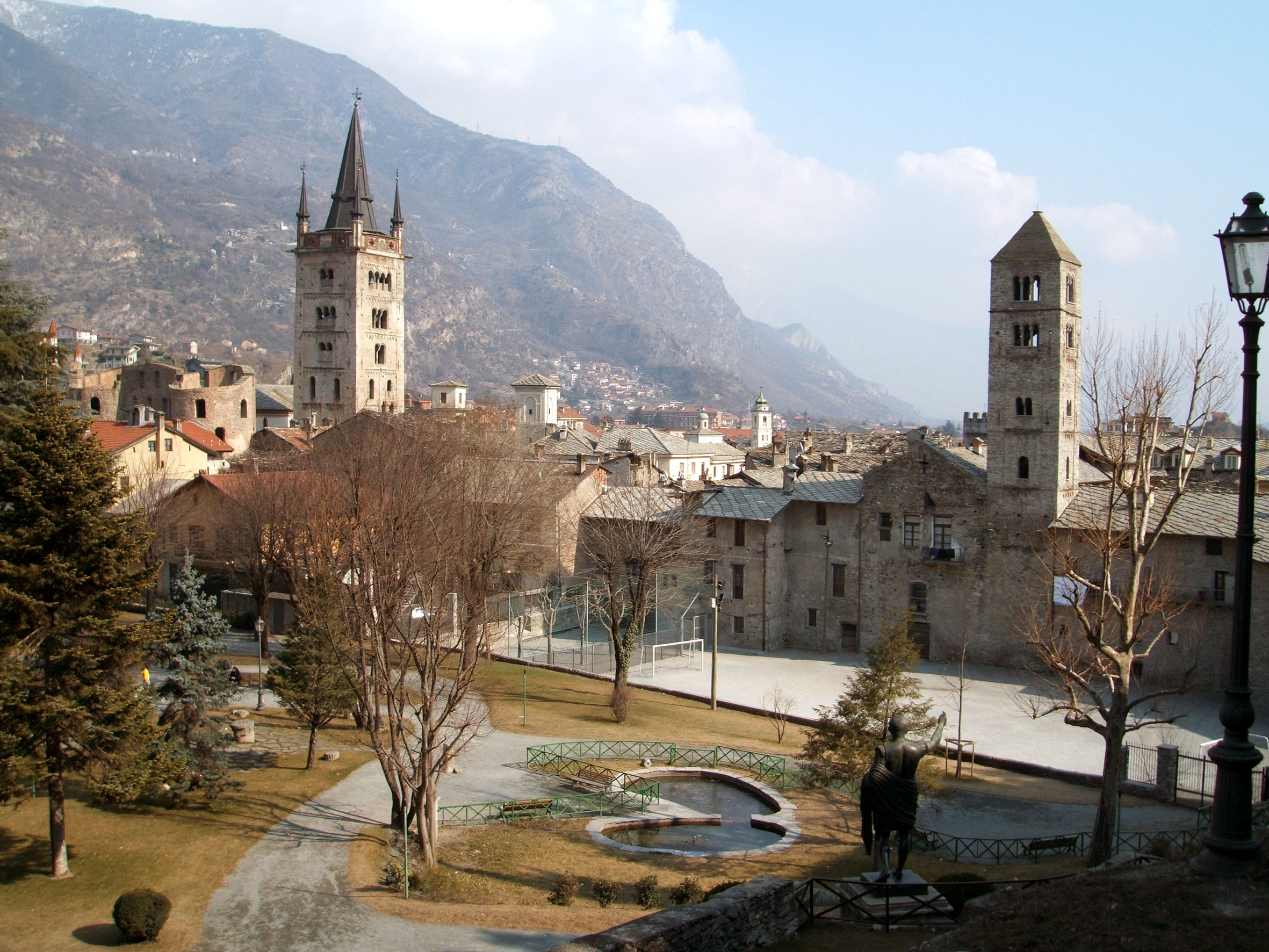
Blick auf Susa

In der Provinz Cuneo (südlich von Turin) befindet sich das einst mächtige Saluzzo, das sich insbesondere durch seine Kirchen (Dom S. Maria Assunta, S. Giovanni und S. Bernardino) und sein mittelalterliches Stadtbild auszeichnet, das ebenfalls mittelalterlich geprägte Savigliano, Fossano, die Abtei Staffarda und die Burg von Manta mit ihren manieristischen Fresken. Etwa 30 km östlich von Cuneo liegt die monumentale Basilika von Vicoforte. Außerdem können Besucher dieser Provinz in der Pfarrkirche S. Maria Assunta von Elva, einem etwas abgeschieden gelegenen Dorf im Mairatal, die dem flämischen Maler Hans Clemer zugeschriebenen Chorfresken betrachten.
Westlich von Turin, am Eingang zum bzw. im Susatal, liegen die gotisch-romanische Abtei Sant’Antonio di Ranverso mit dem Kreuztragungsfresko Giacomo Jaquerios, das mittelalterliche Avigliana und die berühmte ehemalige Benediktinerabtei Sacra di San Michele, die als Wahrzeichen des Piemonts gilt. Der kleine Ort Chianocco bietet ein Kastell, eine verfallene Kirche und ein romanisches Wehrhaus zur Besichtigung. Susa selbst weist neben einem mittelalterlichen Dom auch einige Reste aus römischer Zeit auf (Augustusbogen und Porta Savoia). In der Nähe des Mont Cenis-Passes liegt das romanische Kloster Novalesa. Am Ende des Tals und an der Grenze zu Frankreich steht die Festung von Exilles, die seit 2000 ein Museum beherbergt.
Im Chisone-Tal befindet sich mit der Festung Fenestrelle die größte Festungsanlage Europas.

### Persönlichkeiten

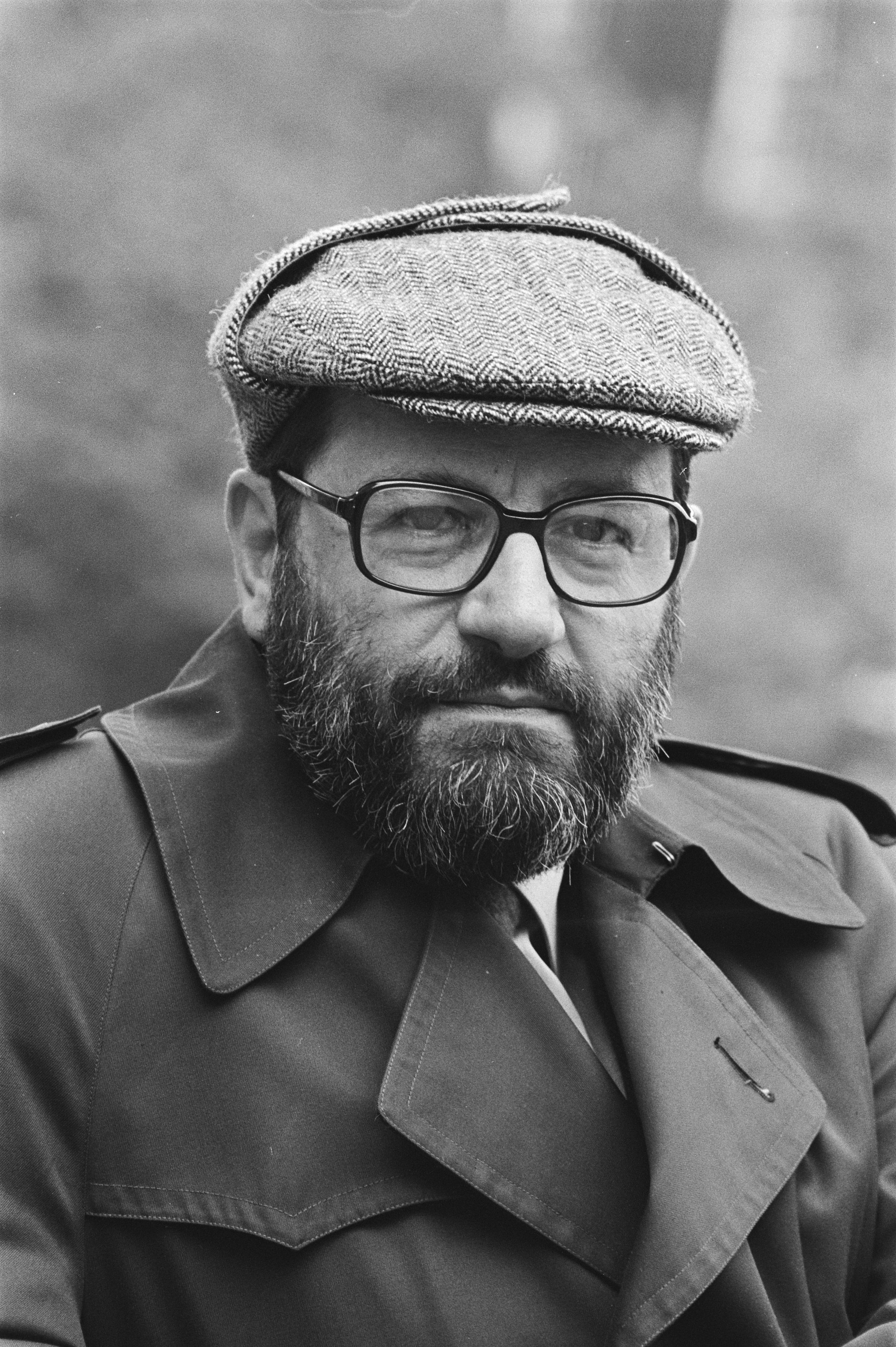
Der Schriftsteller und Semiotiker Umberto Eco (1984)

Zu den berühmten historischen Persönlichkeiten des Piemonts gehören der Feldherr des Habsburgerreichs Prinz Eugen von Savoyen, der Politiker, Maler und Schriftsteller Massimo d’Azeglio sowie Camillo Benso von Cavour, der als Ministerpräsident Piemont-Sardiniens Italien in der zweiten Hälfte des 19. Jahrhunderts zur Einheit verhalf. Aus Turin stammt der neoguelfische Geistliche Vincenzo Gioberti. Auch der fünffache Ministerpräsident Giovanni Giolitti, der neunte italienische Staatspräsident Oscar Luigi Scalfaro und der Militär Luigi Cadorna, Chef des italienischen Generalstabs im Ersten Weltkrieg, sind gebürtige Piemonteser. Ebenfalls aus der Region stammen der Mathematiker Joseph-Louis Lagrange, der Priester und Ordensgründer Don Bosco und die Unternehmerfamilie Agnelli, die unter anderem die Mehrheit an der Fiat-Gruppe hält.
Zu den bedeutendsten piemontesischen Schriftstellern zählen der in Asti gebürtige Vittorio Alfieri, der als Dichter und Dramatiker der Aufklärung Einfluss auf das Risorgimento hatte, der Romanautor, Philosoph und Semiotiker Umberto Eco aus Alessandria, dessen wohl berühmtestes Werk das Buch Der Name der Rose darstellt, und die Turiner Autoren Primo Levi und Carlo Levi, ersterer Autor von Ist das ein Mensch?, letzterer von Christus kam nur bis Eboli. Aus Santo Stefano Belbo kommt ferner der Schriftsteller Cesare Pavese, der die italienische Nachkriegsliteratur wesentlich beeinflusst hat. Weniger populär ist der aus Alba stammende Beppe Fenoglio, dessen vielleicht bekanntestes Buch Der Partisan Johnny zu den wichtigsten literarischen Werken zählt, die sich der Resistenza-Thematik widmen.
Weitere einflussreiche Bürger des Piemonts waren der Finanzwissenschaftler und italienische Staatspräsident Luigi Einaudi sowie sein Sohn Giulio Einaudi, Gründer des berühmten Verlagshauses Einaudi. Bekannte Piemonteser sind auch der Turiner Jazzmusiker Nini Rosso, der in Asti geborene Musiker Paolo Conte, der aus Ivrea stammende Camillo Olivetti, Ingenieur und Gründer der gleichnamigen Firma, sowie die Angehörigen der Familie Ferrero, bis heute Eigentümer des gleichnamigen Süßwarenherstellers. Die bekanntesten piemontesischen Sportler sind wohl der Radrennfahrer und dreimalige Weltmeister Fausto Coppi sowie der erfolgreiche Geher Maurizio Damilano.